# UTC+14
UTC + 14:00 é o fuso horário onde este mesmo é contado a partir de quatorze horas a mais em relação ao horário do Meridiano de Greenwich. O UTC+14 é o 1º fuso horário do mundo, ou seja, os locais nesse fuso horário são os primeiros a entrarem num novo dia e no Ano Novo.
Longitude ao meio: 150º 00' 00" L

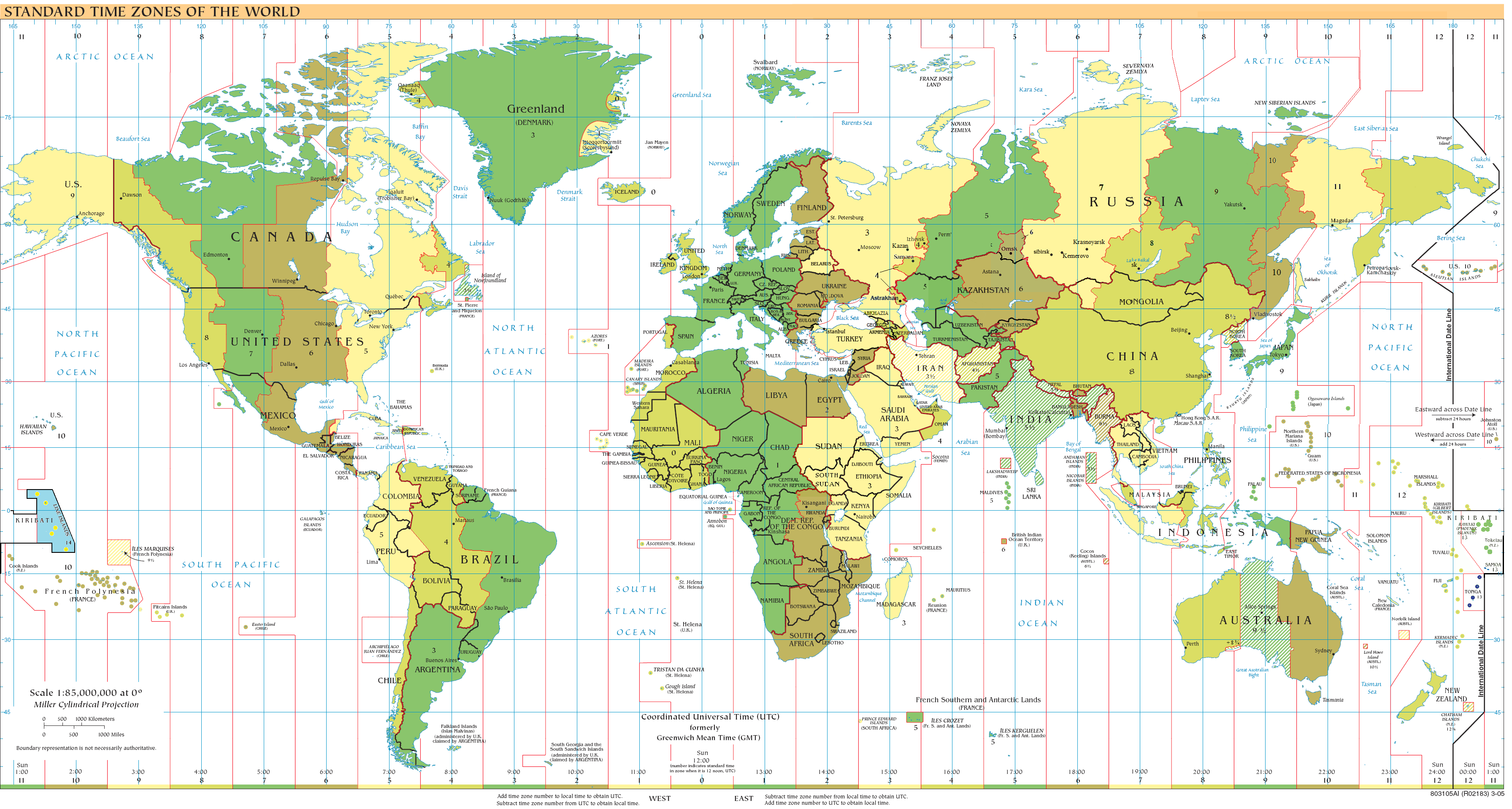
Mapa do fuso horário UTC+14:00 em 2008. Legenda: Azul escuro (Dezembro), laranja (Junho), amarelo (ano todo), azul claro (Áreas oceânicas).

O UTC+14 é utilizado o ano todo pelas Ilhas da Linha da República de Kiribati.

## O ano todo
- Kiribati:
  - Ilhas da Linha